# 阿卜杜勒·阿齊茲·梅赫巴
阿卜杜勒·阿齊茲·梅赫巴（Abdel Aziz Mehelba，1988年12月10日—）是一名埃及射擊運動員，主攻不定向飛靶項目。他曾獲得非洲射擊錦標賽男子不定向飛靶冠軍。

## 外部連結
- ISSF （页面存档备份，存于）